# Книга Эйбона
«Кни́га Э́йбона» (англ. Book of Eibon, также лат. Liber Ivonis, фр. Livre d'Eibon) — вымышленная книга в произведениях Кларка Эштона Смита и последователей «Мифов Ктулху». Книга включает собрание текстов гиперборейца Эйбона из Мху-Тулана и содержит информацию о божестве Тсатхоггуа. Можно сказать, она является его эквивалентом «Некрономикона» Лавкрафта. Впервые упоминается в рассказе Говарда Филлипса Лавкрафта «Грёзы в ведьмовском доме» (1932). Это одна из главных пяти сакральных книг в «Мифах Ктулху». 
«Книга Эйбона» появляется в фильме ужасов Лучио Фульчи «За гранью» (1981), где её применение открывает одни из семи ворот ада, позволив зомби-подобным обитателям перейти в наш мир.

## Описание
Кларк Эштон Смит впервые создал эту книгу. В рассказе «Уббо-Сатла» Смит приводит следующий отрывок:
И вспомнил «Книгу Эйбона», наиболее странный и редкий из забытых оккультных томов, который, пришёл сквозь череду разномастных переводов с доисторического оригинала, написанного на утраченном языке Гипербореи.
Предполагается, что книга была написана Эйбоном, волшебником из земли Гипербореи. Это был огромный текст тайных знаний, который содержал, среди прочего, подробный отчёт о подвигах Эйбона, включая его путешествия в Долину Пнат и на планету Шаггай, его ритуалы почитания Жотакуа (англ. Zhothaqquah) (божества-покровителя Эйбона) и его магические формулы. — например, за убийство некоторых потусторонних чудовищ. К сожалению, известен только один полный фрагмент оригинала, разбросанный по разным уголкам нашего мира, хотя есть переводы на английский, французский и латынь — «Liber Ivonis» — название латинского перевода.
«Книга Эйбона» гораздо более ранняя, чем «Некрономикон» , этот фолиант возник в древности и дошёл до наших дней в виде, далёком от первозданного. В этом фолианте сохранились древнейшие предания об Уббо-Сатле, кто есть начало и конец всего, кто существовал на Земле прежде, чем со звёзд явились Ктулху и Йог-Сотот. Только здесь содержится упоминание о Зоне Меззамалехе — древнейшем гиперборейском колдуне, который владел магическим кристаллом, но, увидев в нём тайны далёкого прошлого Земли, бесследно исчез, не поведав о них ничего.
Смит представляет свой рассказ «Пришествие белого червя» как главу IX Книги Эйбона. Книга появляется во многих рассказах Смита, например, в «Зверь Аверуана» (англ. The Beast of Averoigne, 1932). 
История чародея Эйбона приводится в рассказе Кларка Эштона Смита «Дверь на Сатурн» (англ. The Door to Saturn, 1930). Эйбон — колдун, поклоняющийся богу Тсатоггуа, который жил в высокой башне на берегу Му-Тулана, что на севере древнего материка. Прежде чем навечно скрыться от инквизиторов в магическом проходе, уведшем его на далёкую планету Цикранош (так называли Сатурн в Му Тулане), Эйбон оставил потомкам это мерзкое собрание тёмных мифов, отвратительных ритуалов и заклинаний. После его ухода в Му-Тулане возродился культ Тсатоггуа, а самого Эйбона вплоть до великого обледенения, положившего конец цивилизации континента, почитали как величайшего из магов Гипербореи. 

### Издания
- Кишитская версия
- Пуническая версия (1600 г. до н.э.)
- Греческое издание
- Латинская «Liber Ivonis» (10-11 вв.) — позднее латинское издание «Книги Эйбона».
- Французский «Livre d’Eibon» (13 век) (рус. Ливр д'Ивон) — позднее французское издание «Книги Эйбона», автор перевода Гаспар дю Норд.
- Единственная печатная версия, издание Адкинса и Джонса латинского текста (1937 г. н.э.)
- Другие версии

## Лавкрафт
Лавкрафт часто упоминает «Книгу Эйбона» и добавляет описание некоторых фактов о ней, но не приводит цитаты из нее. Книга упоминается в ряде рассказов: «Грёзы в ведьмовском доме» (Книга Эйбона) (1932), «Ужас в музее» (Книга Эйбона) (1932), «Каменный человек» (Книга Эйбона) (1932), «За гранью времен» (Книга Эйбона) (1935) и «Скиталец тьмы» (Liber Ivonis) (1935).

## Другие авторы
«Книга Эйбона» фигурировала в произведениях Роберта Говарда, Августа Дерлета, Роберта Блоха и других авторов «Мифов Ктулху». «Книга Эйбона» упоминается более чем в 30 произведениях различных авторов. 
Лин Картер написал множество «дополнений» или имитаций рассказов Кларка Эштона Смита, которые якобы являются различными разделами Книги Эйбона.

Кит Хербер в рассказе «Студент Пикмана» (1986) приводит цитату из «Книги Эйбона»:
...И было сказано, что другое царство, выходящее за рамки обычного, ждёт тех, кто осмелится войти. Многие пробовали наркотические вещества и травы, в то время как другие рекомендуют использовать месмеризм для путешествия в эти причудливые и далекие миры. Внутри многое можно узнать из первых уст... Они рассказывали о великом художнике Райдаганде, которому нужно было всего лишь нарисовать картину того, куда он хотел отправиться, а затем, заснув рядом с этим рисунком, он волшебным образом перенёсся туда... Странный мир, постарайтесь защитить себя от мерзких собачьих обитателей этого нечестивого царства. Защиту частично обеспечивает знак Древнего Египта, по словам учёных, анкх, который почитают звери, живущие в заразных норах, разбросанных по этой земле... Этот странный человек, путешественник в чужих краях, рассказал истории о Гадамоне. Как это существо было порождено плотью человеческого мозга и спрятано под великим озером в устрашающем мире тьмы, где оно будет лежать веки вечные, кормясь, произрастая и ожидая. Этот человек утверждал, что Гадамон скоро явится. Я считал его сумасшедшим, но вскоре он был убит человеком с Востока...

## Влияние в массовой культуре

### Видеоигры
Книга Liber Ivonis упоминается в игре «Ведьмак 3: Дикая Охота». В дополнении «Кровь и Вино» есть квест под названием «О рыцаре и прекрасной даме», книга находится в доме ведьмы на Рысьей скале.

### Аниме и манга
Встречается в манге Soul Eater (автор Ацуси Окубо). Эйбон по сюжету искусный маг, алхимик и механик, создатель множества магических артефактов и Книги Эйбона в том числе.
Также данная книга встречается в главе 26 манги Cardcaptor Sakura: Чистые карты
Ещё встречается в фильме Лючио Фульчи "Седьмые врата ада"
Упоминается в книге "Застава" Френсиса Пола Вилсона